# Zona climàtica

La zona tropical o intertropical

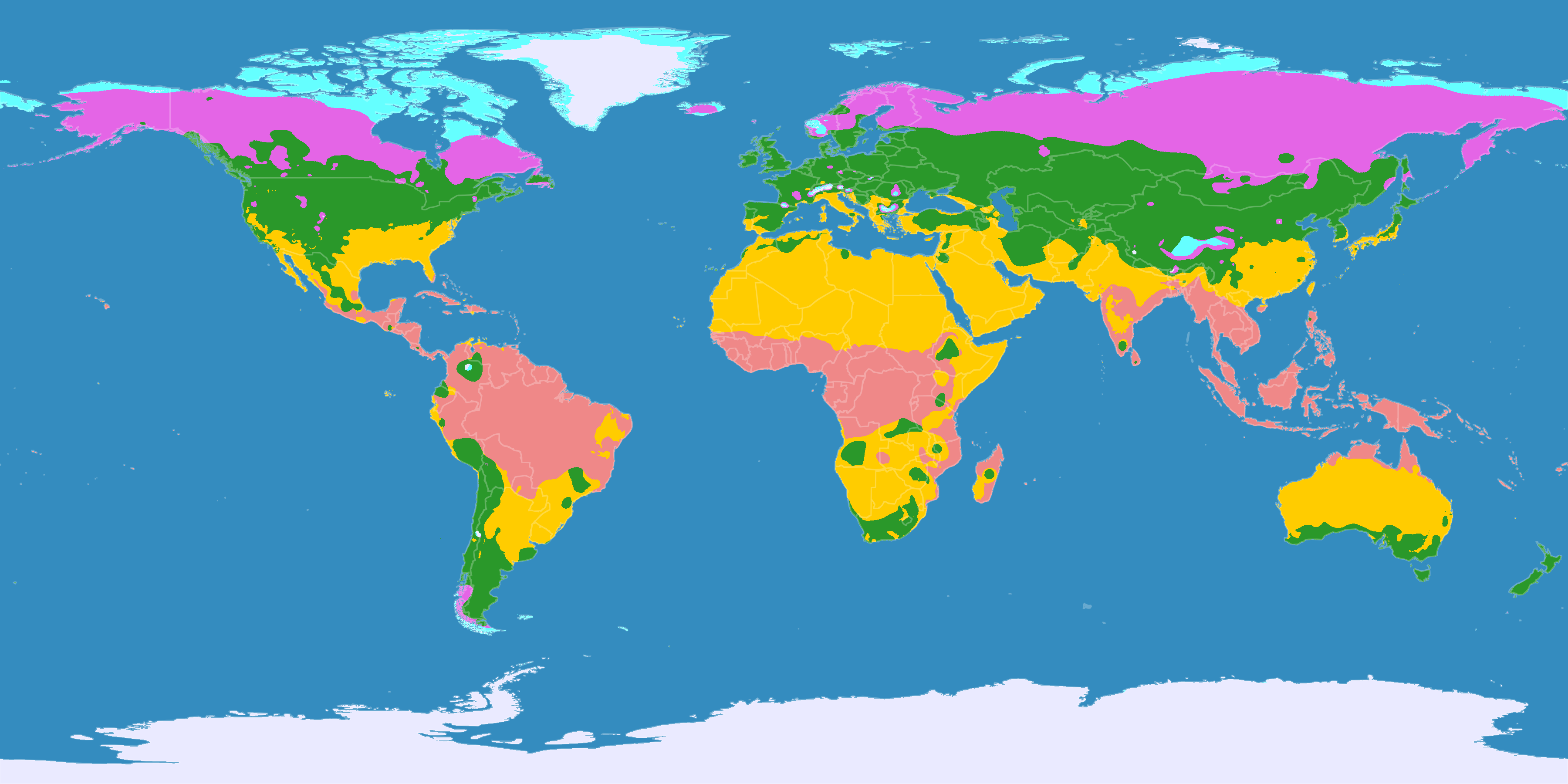
Les zones temperades

Les zones polars o frígides

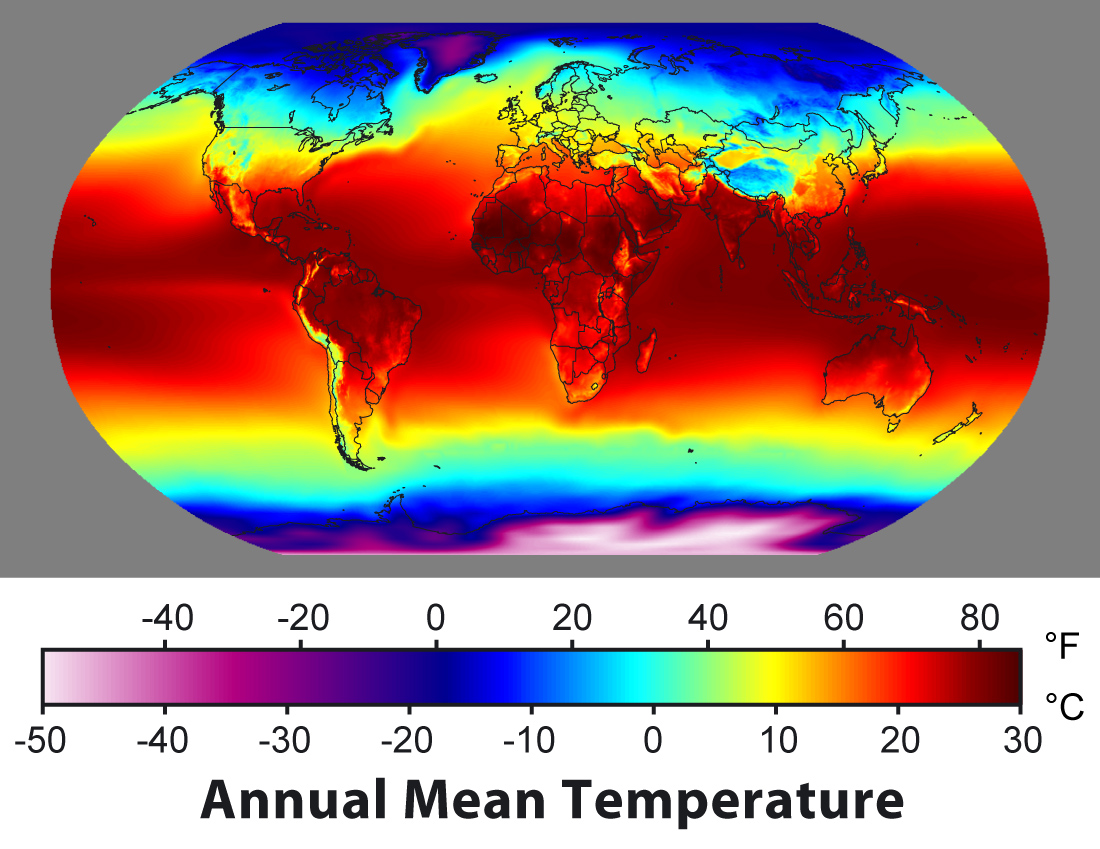
Mapa de les temperatures mitjanes anuals segons la zona geogràfica.

S'anomena zona climàtica o  zona geoastronòmica  a cadascuna de les zones o faixes geogràfiques en què els paral·lels notables o principals divideixen a la superfície terrestre.

## Descripció
Les zones climàtiques segons la posició geogràfica són cinc: 
- La zona tropical o tòrrida, franja compresa entre els dos tròpics, a banda i banda de la línia equatorial terrestre.
- Dues zones temperades:
  - La zona temperada septentrional, a l'hemisferi nord, zona compresa entre el cercle polar àrtic i el Tròpic de Càncer.
  - La zona temperada meridional, a l'hemisferi sud, zona compresa entre el cercle polar antàrtic i el Tròpic de Capricorn.
- Dues zones glacials o zones polars, entre els cercles polars i els respectius pols:
  - La zona polar àrtica, compresa el cercle polar àrtic i el pol Nord.
  - La zona polar antàrtica, compresa entre el cercle polar antàrtic i el pol Sud i que inclou l'Antàrtida.

## Definicions
En una primera aproximació, aquestes cinc zones serveixen per definir algunes característiques climàtiques molt generals que es poden aplicar a grans extensions del nostre planeta. La delimitació està establerta per la diferent inclinació dels raigs solars al llarg de l'any. El pla de l'eclíptica, és a dir, el pla en el qual es mou la Terra en el seu moviment de translació al voltant del Sol, no coincideix amb el pla equatorial, és a dir, amb el pla perpendicular a l'eix terrestre que defineix el moviment de rotació de la Terra.
Les zones zones climàtiques geogràfiques no s'han de confondre amb les zones climàtiques segons l'altitud.
Els paral·lels notables són els dos tròpics (de Càncer en l'hemisferi Nord i de Capricorn en l'hemisferi sud), els dos Cercles Polars (Àrtic en l'hemisferi Nord i Antàrtic en l'hemisferi Sud) i la línia equatorial o equador.